# Medicinsk Museion
 For alternative betydninger, se Medicinsk-Historisk Museum.
Medicinsk Museion er et museum på Bredgade i København, hvor publikum kan opleve udstillinger og events, der handler om krop, sundhed og sygdom gennem tiden.

## Historiske bygninger
Hovedbygningen blev indviet i 1787 som Det Kongelige Kirurgiske Akademi og har frem til 1942 været et centralt sted for uddannelse af læger.
Det gamle auditorium er i dag en central del af Medicinsk Museion og har gennem tiden været besøgt af flere berømte læger og forskere som Niels Bohr, Christian Bohr, Peter Panum, August og Marie Krogh, Nielsine Nielsen og Niels Ryberg Finsen.

## Auditoriets arkitektur
Auditoriet, oprindeligt en del af Det Kongelige Kirurgiske Akademi, er tegnet af arkitekten Peter Meyn. Han lod sig inspirere af Europas "anatomiske teatre", der blev brugt til dissektion af lig. 
Kong Christian VII havde ambitiøse planer for Det Kongelige Kirurgiske Akademi, som afspejles i inskriptionen på bagvæggen i auditoriet, der fortæller, at han grundlagde Akademiet "af omsorg for borgernes helbred til udødelig hæder for riget".
Kuppelloftet minder om loftet i Pantheon-templet i Rom. Over fløjdøren til højre viser et relief, hvordan kongen overdrager ansvaret for kirurgifaget til Akademiet, som er afbildet som en kvinde.
De runde relieffer over vinduerne fremviser de antikke læger Hippokrates og Galen, hvis tanker, frem til midten af 1800-tallet, var afgørende for vores forståelse af menneskekroppen, sygdomme og behandlinger. På relieffet over døren til venstre ses foreningen af lægekunst og videnskab gennem mødet mellem Minerva, den romerske gudinde for visdom, og lægeguden Æskulap, der bærer en stav med en slange snoet omkring. Bag bænkene viser busterne berømte danske kirurger.

## Auditoriets historie
Det Kongelige Kirurgiske Akademi, grundlagt i 1787 som en skole for kirurger, blev hurtigt et centrum for uddannelse og forskning i menneskets anatomi og kirurgiske praksis i Danmark. Akademiet var det primære undervisningssted for kirurgi indtil 1842, hvor det blev integreret med Københavns Universitet, og Det Lægevidenskabelige Fakultet flyttede ind i bygningerne. Auditoriet i Akademiet var i de følgende århundreder kernen i uddannelsen af læger i Danmark.
Undervisningen på akademiet omfattede både forelæsninger og praktiske øvelser i dissektion, hvor professorer demonstrerede kroppens indre strukturer for de studerende. Studerende fra hele Kongeriget kom til Akademiet for at lære kunsten og videnskaben bag kirurgi og medicin. Efter endt uddannelse spredte de fleste studerende sig ud i landet som praktiserende læger og kirurger, mens andre fortsatte deres studier og bidrog til medicinsk forskning, med nogle endda opnående nobelpriser.
I første halvdel af 1900-tallet steg antallet af medicinstuderende markant, hvilket medførte pladsmangel i Akademiets lokaler. Derfor flyttede Det Lægevidenskabelige Fakultet til nye bygninger på Nørrebro. Herefter overtog Det Medicinsk-Historiske Museum bygningerne, og i 1969 åbnede museet dets døre for offentligheden.

## Hvorfor navnet Medicinsk Museion?
Museet blev i 2004 omdøbt fra Medicinsk-Historisk Museum til Medicinsk Museion for at understrege museets rolle som universitetsmuseum. Navnet "Museion" stammer fra græsk og refererer til et sted for samlinger, udstillinger, forskning og undervisning.

## Samlinger
Medicinsk Museion råder over en af verdens største medicinske samlinger. Samlingerne blev oprindeligt grundlagt i 1906-1907 af en gruppe københavnske læger. Den første medicinhistoriske udstilling åbnede i København 22. august 1907 som et led i markeringen af Den Almindelige Danske Lægeforenings 50-års-jubilæum. Udstillingen havde dengang til huse i Rigsdagsbygningen i Fredericiagade.
| - Billeder - Medicinsk Museion set fra Bredgade. - Leprahuset i Medicinsk Museions barokhave. - Det Kongelige Frederiks Hospital. - Tværsnit, Kirurgisk Akademi. - Wilhelm Bendz, Svulst i regio patellaris, udateret, Medicinsk Museion. |

## Udstillinger og events
Museet har faste og skiftende udstillinger samt kunstinstallationer. Museet er ofte vært for events, der handler om sundhed, krop og sygdom. 

## Universitetsmuseum
Medicinsk Museion har været en del af Københavns Universitet siden 1918 og er et internationalt anerkendt universitetsmuseum. Museet forsker, indsamler og formidler medicinens historie og kultur. Gennem udstillinger og events formidler museet den nyeste forskning.

## Udmærkelser
- UMAC Award (International Council of Museums Committee for University Museums and Collections)
- Udstillingsprisen VISION fra Bikubenfonden
- Dibner Award (efter Bern Dibner (de)
- MiDs formidlingspris

## Åbningstider
- Hverdage kl. 10 – 16
- Weekend kl. 12 – 16
- Helligdage kl. 12 – 16
- Mandag lukket